# Ambassade de France en Suisse et au Liechtenstein
L'ambassade de France en Suisse constitue la représentation diplomatique de la République française auprès de la Confédération suisse. Elle est également accréditée auprès de la principauté du Liechtenstein. L’ambassade de France se situe à Berne, la capitale de facto du pays, et son ambassadrice est, depuis 2023, Marion Paradas. L’ambassade de France à Berne ne possède pas de section consulaire : les consulats généraux se trouvent à Genève et à Zurich.

## Présence française en Suisse et au Liechtenstein

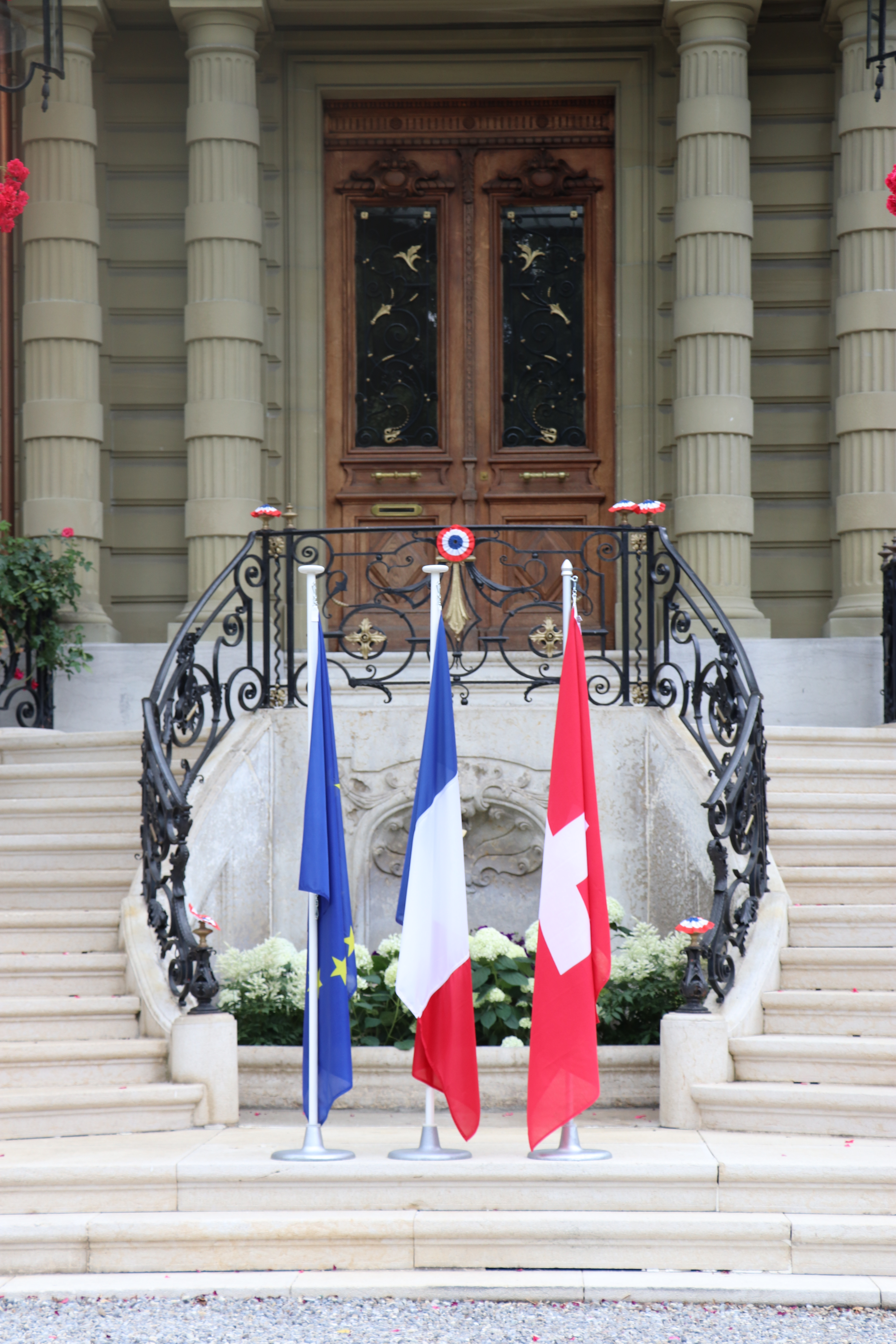
Drapeaux français, européen et suisse devant la de l'ambassadeur de France, à Berne.

- 153 405 Français sont inscrits dans la circonscription consulaire de Genève ;
- 31 325 dans la circonscription consulaire de Zurich.

### Ambassadeur
L’ambassadeur est dépositaire de l’autorité française dans le pays où il est accrédité. Il est chargé sous l’autorité du ministre des Affaires étrangères de la mise en œuvre dans ce pays de la politique extérieure de la France. Il représente le président de la République, le gouvernement et chacun des ministres. Il informe le Gouvernement, négocie au nom de l’État, veille au développement des relations de la France avec les pays accréditaires, assure la protection des intérêts de l’État et celle des ressortissants français. Depuis le 1er août 2023, par décret du 6 juillet 2023, Madame Marion Paradas, ministre plénipotentiaire, est nommée ambassadrice extraordinaire et plénipotentiaire de la République française auprès de la Confédération suisse.

### Consulats généraux
Les fonctions consulaires consistent à protéger les intérêts de la France et de ses ressortissants. Le consulat agit en qualité de notaire et d’officier d’état civil et exerce des fonctions similaires, ainsi que certaines fonctions d’ordre administratif : il délivre par exemple des passeports, permet de conclure un PACS, organise le recensement militaire, délivre des certificats. Il prête également secours et assistance aux ressortissants français. 
Les deux consulats généraux sont relayés par des consuls honoraires : 
- Consulat général de Genève :
  - Sion
  - Delémont
- Consulat général de Zurich :
  - Bâle
  - Lucerne
  - Lugano
  - Vaduz (Liechtenstein)

Les consulats généraux disposent chacun d'un conseil consulaire, composé de conseillers consulaires. Leur nombre est déterminé en fonction du nombre de Français inscrits dans la circonscription concernée. En 2021, le Consulat de Genève compte ainsi neuf conseillers, tandis que le Consulat de Zurich en compte cinq.

### Opérateurs économiques

#### Business France
Business France est l’agence nationale au service de l’internationalisation de l’économie française. Elle est chargée du développement international des entreprises et de leurs exportations, ainsi que de la prospection et de l’accueil des investissements internationaux en France.

#### Atout France
Atout France est l’agence de développement touristique de la France. Son rôle est de contribuer au développement de l’industrie touristique et au renforcement de l’attractivité de la destination France.

## Missions de l'ambassade

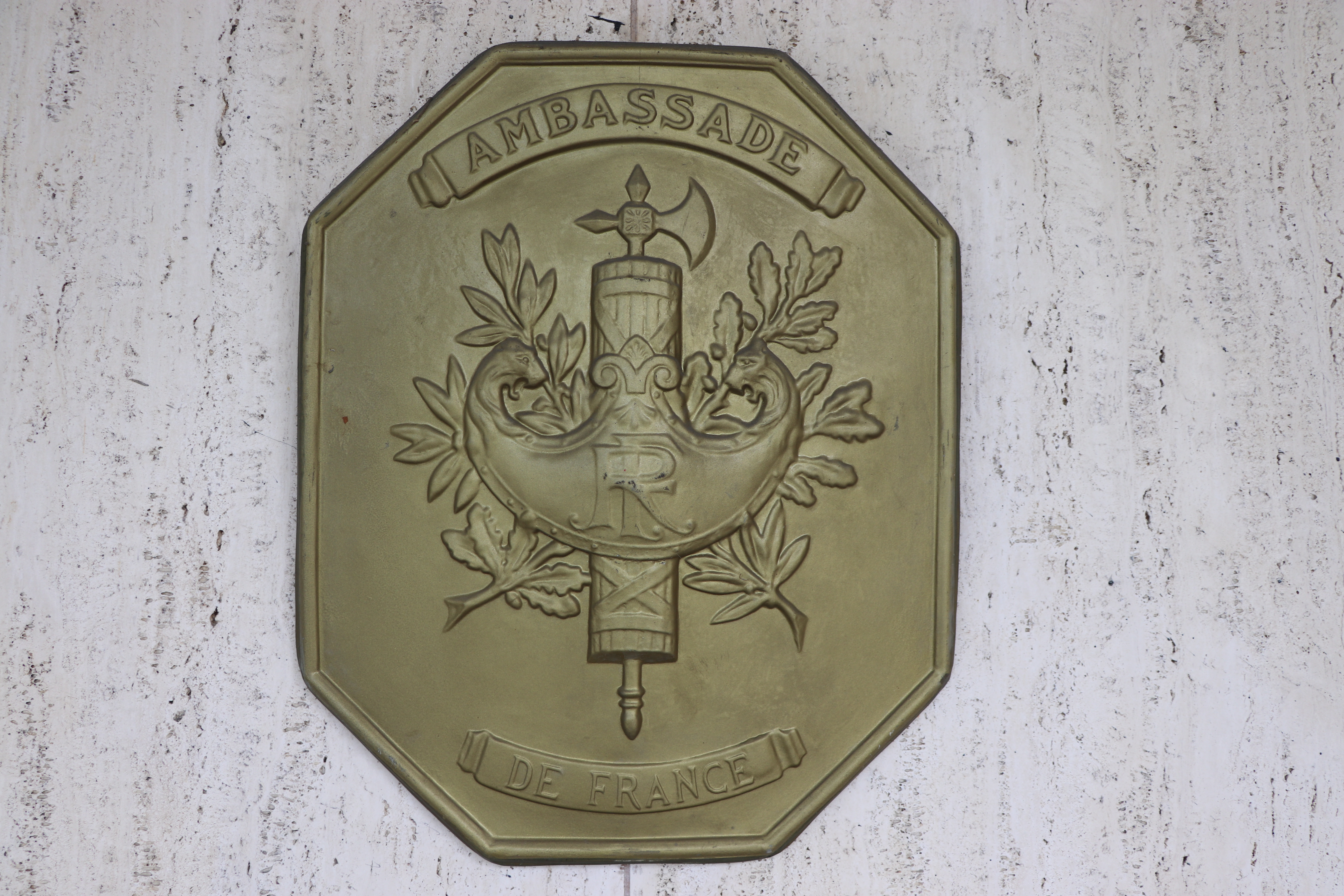
Armoiries françaises à l'entrée de l'ambassade.

### Chancellerie (mission politique)
La chancellerie politique est « l’état-major » diplomatique de l’ambassadeur. Elle est constituée de ses plus proches collaborateurs. 
La chancellerie politique a pour mission principale le suivi et l’analyse des dossiers de politique étrangère et intérieure de la Confédération suisse et de la Principauté de Liechtenstein, dans le but d’informer le ministère français de l’Europe et des Affaires étrangères sur les grands axes de la politique suisse, sur ses spécificités et sur les tendances que l’on peut observer dans l’action gouvernementale de la Suisse et dans l’opinion publique. Les membres de la chancellerie politique sont également chargés de faire connaître et d’expliquer la politique de la France auprès des autorités suisses et liechtensteinoises. 
Le Premier Conseiller, en outre, assiste et supplée en cas d’absence de l’ambassadeur.

### Mission culturelle
Le service de coopération et d’action culturelle intervient dans quatre domaines :
- La coopération artistique
- La coopération éducative et linguistique
- La coopération universitaire et scientifique
- Les établissements scolaires français en Suisse

### Mission économique
Au sein de l’ambassade, le service économique promeut et défend les intérêts économiques et financiers de la France en Suisse et fournit au gouvernement des éléments d’analyse et de jugement sur la situation et les politiques économiques.[réf. nécessaire]

## Les ambassadeurs et ambassadrices de France en Suisse
| De               | À               | Ambassadeur                              |
| ---------------- | --------------- | ---------------------------------------- |
| Fin 1791         | 1797            | François Barthélemy                      |
| 1829             |                 | Ernest de Cadoine de Gabriac             |
|                  | 1836            | Marie-Hippolyte, marquis de Rumigny      |
| 1836             | 1838            | Louis Napoléon Lannes, duc de Montebello |
| janvier 1879     | 11 juin 1880    | Paul-Armand Challemel-Lacour             |
| 1880             | 1894            | Emmanuel Arago                           |
| 1894             | 1897            | Camille Barrère                          |
| 1897             | 1899            | Tristan de Montholon                     |
| 1900             | 1902            | Georges Bihourd (d)                      |
| 1902             | 1905            | Gaston Raindre (d)                       |
| 1905             | 1907            | Paul Révoil                              |
| à compléter      |                 |                                          |
| 1936             | 30 mai 1940     | Charles Alphand                          |
| 30 mai 1940      | 23 octobre 1940 | Robert Coulondre                         |
| 15 novembre 1940 | 10 juillet 1942 | Robert Renom de la Baume                 |
| 10 juillet 1942  | 1er avril 1944  | François Bard                            |
| 1944             | 1945            | Paul Morand                              |
| 1945             | 1952            | Henri Hoppenot                           |
| 1952             | 1954            | Jean Chauvel                             |
| 1954             | 1961            | Étienne Dennery                          |
| 1961             | 1963            | Philippe Baudet (d)                      |
| 1963             | 1965            | Guy de Girard de Charbonnières           |
| 1965             | 1969            | Gabriel Bonneau (d)                      |
| 1969             | 1971            | Jacques Roux                             |
| 1971             | 1975            | Bernard Dufournier                       |
| 1975             | 1979            | Claude Lebel                             |
| 1979             | 1982            | Gilles Curien                            |
| 1982             | 1985            | Georges Égal                             |
| 1985             | 1989            | Jean-Marie Mérillon                      |
| 1989             | 1991            | Philippe Cuvillier                       |
| 1991             | 1993            | François Plaisant (d)                    |
| 1993             | 1996            | Bernard Garcia (d)                       |
| 1996             | 2000            | André Gadaud (d)                         |
| 2000             | 2001            | Régis de Belenet (d)                     |
| 2001             | 2002            | Michel de Bonnecorse Benault de Lubières |
| 2002             | 2005            | Jacques Rummelhardt                      |
| 2005             | 2008            | Jean-Didier Roisin (d)                   |
| 2008             | 2009            | Joëlle Bourgois                          |
| 2009             | 2012            | Alain Catta (d)                          |
| 2012             | 2014            | Michel Duclos (de)                       |
| 2014             | 2016            | René Roudaut                             |
| 2016             | 2019            | Anne Paugam,                             |
| 2019             | 2023            | Frédéric Journès                         |
| 2023             | auj.            | Marion Paradas (d)                       |

## Histoire de l’ambassade

### Soleure, ville des ambassadeurs de France (1530-1792)
Les premiers diplomates ont été envoyés par Charles VII auprès des Excellences de Berne, Zurich et Bâle, en 1430. Au lendemain de la bataille de Marignan (1515), un traité de paix perpétuelle est signé à Fribourg entre la France et les cantons suisses. Il sera suivi du traité de Lucerne du 5 mai 1521, véritable traité d’alliance conclu avec les députés des douze cantons[réf. nécessaire]. Les ambassadeurs qui auparavant étaient itinérants deviennent alors résidents. Ils s’établissent alors à Soleure. 

### Installation à Berne (1799 à aujourd’hui)

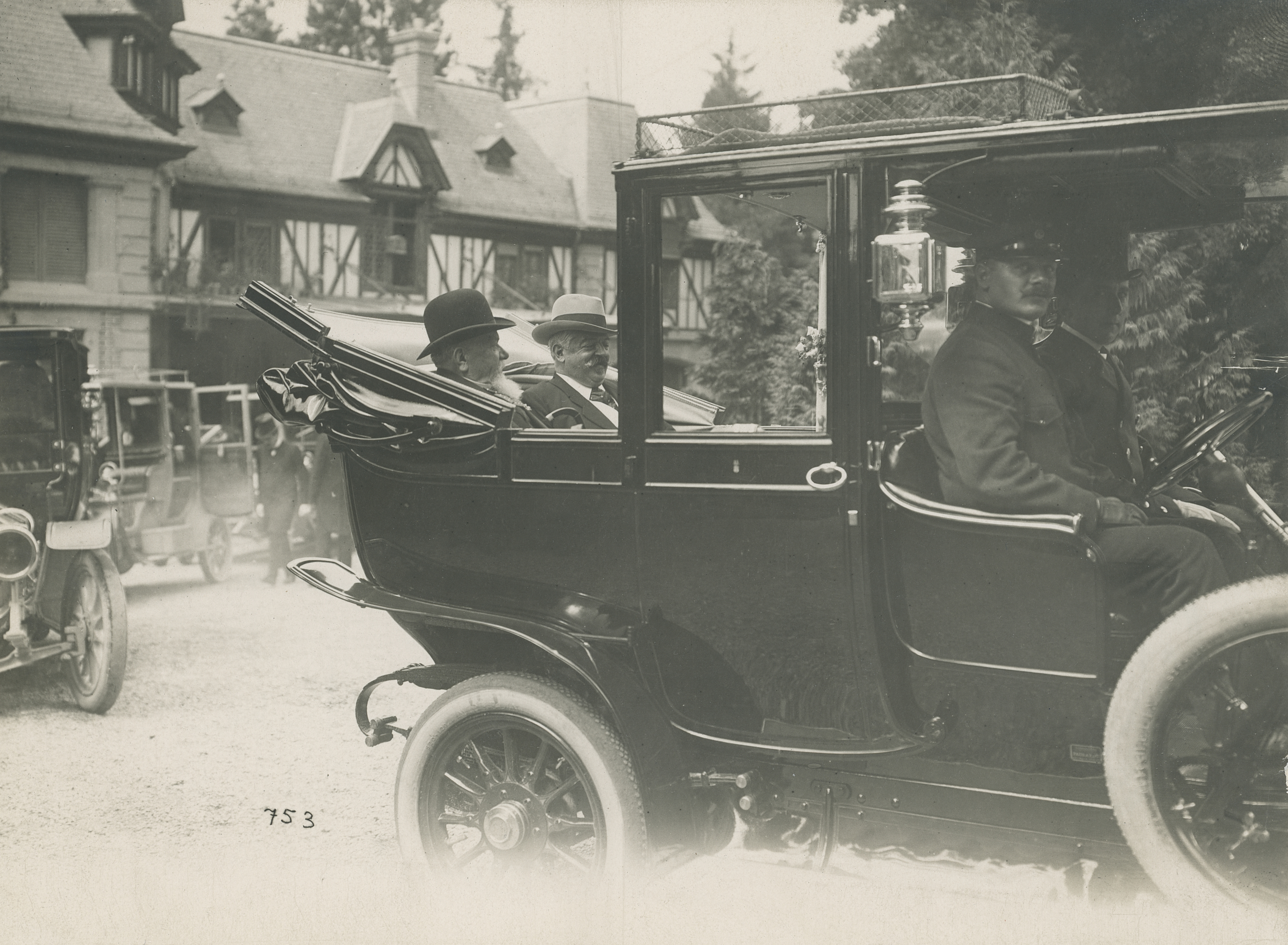
15 août 1910 – la première visite d'État de l'histoire de la Confédération suisse (État fédéral de 1848) a lieu : le Président de la Confédération suisse, Robert Comtesse (à droite), et le Président de la République française, Armand Fallières, quittent la cour d'honneur de la résidence de l'Ambassadeur de France au 44 Sulgeneckstrasse à Berne dans un tout nouveau De Dion-Bouton Landaulet Type CH pour une visite de la ville (ce modèle n'a été produit qu'en 1910).

Avec la Révolution française, les relations entre la France et les cantons suisses se tendent et la question du transfert de la résidence devient d’actualité. Aux efforts des partisans du nouveau régime en France pour faire pénétrer les idées de la Révolution en Suisse, les cantons répondent en accueillant avec sollicitude les émigrés. L’ambassadeur Barthélemy demande à quitter Soleure. 
Barthélémy s’installe à Bade où se trouve la Diète. Alors même que la Diète rompt les relations diplomatiques avec la France en septembre 1792, Barthélémy réussit à demeurer à Bade et maintient ses contacts avec les cantons. 

### La Résidence de France: «La Sulgeneck»
La revue L’Illustration, publiée à Paris en 1908 annonçant le changement de résidence des ambassadeurs de France en Suisse présente « La Sulgeneck » comme suit : « La villa Sulgeneck, la nouvelle résidence, est un grand bâtiment brique et pierre qui rappelle les châteaux modernes de province. Elle dresse son architecture agréable à l’extrémité d’une allée de grands arbres dont les branches ont poussé librement. » Charles Le Peletier, comte d'Aunay, est le premier à résider à la Sulgeneck.[réf. nécessaire]
C'est à cette période que se déroule la première visite en Suisse d'un président français, Armand Fallières, en 1910. Ces deux occasions correspondent aux premières visites officielles à « La Sulgeneck ».
Tandis que la villa Sulgeneck est encore aujourd’hui le lieu de résidence de l’ambassadeur, tandis que les services de l’ambassade ont été transférés dans l’ancien siège de l'Union postale universelle.[réf. nécessaire]